# Whitbread Round the World Race 1977-78
Durante el curso de 1977-78 se celebró la segunda edición de la vuelta al mundo a vela con el mismo nombre, Whitbread Round the World Race. El 27 de agosto de 1977, 15 barcos zarparon desde Southampton bajo una gran tormenta con vientos huracanados. Gran parte de la regata se mantuvo con un dominio muy igualado entre Swan 65, King's Legend and Flyer este último finalmente ganó la carrera. El Flyer era un queche, velero de dos mástiles, de 65 pies de aluminio diseñado por Sparkman & Stephens y construido en el astillero Royal Huisman y patroneado por Conny van Rietschoten.
Los 15 veleros acabaron las 26.780 millas náuticas, 49.600 kilómetros, de la regata alrededor del mundo. Great Britain II volvió a ser el barco con mejor tiempo bruto por segunda carrera consecutiva. En esta edición participó la primera mujer Clare Francis en el barco Adc Accutrac modelo Swan 65.

## Etapas
| Etapa | Salida                    | Llegada                   | Ganador etapa tiempo bruto | Ganador etapa tiempo corregido |
| ----- | ------------------------- | ------------------------- | -------------------------- | ------------------------------ |
| 1     | Southampton, R. Unido     | Ciudad de cabo, Sudáfrica | Flyer                      | Flyer                          |
| 2     | Ciudad de cabo, Sudáfrica | Auckland, Nueva Zelanda   | Heath's Condor             | 33 Export                      |
| 3     | Auckland, Nueva Zelanda   | Río de Janeiro, Brasil    | Great Britain II           | Gauloise II                    |
| 4     | Río de Janeiro, Brasil    | Southampton, R. Unido     | Heath's Condor             | Gauloise II                    |

## Resultado final
| Posición | Barco            | Patrón                                                         | País          | Tiempo            |
| -------- | ---------------- | -------------------------------------------------------------- | ------------- | ----------------- |
| 1        | Flyer            | Conny van Rietschoten                                          | Países Bajos  | 119 días 1 h      |
| 2        | King's Legend    | Nick Ratcliffe & Mike Clancy                                   | Reino Unido   | 121 días 11 h     |
| 3        | Traité de Rome   | Philippe Hanin                                                 | Unión Europea | 121 días 18 h     |
| 4        | Disque d’Or      | Pierre Fehlmann                                                | Suiza         | 122 días 10 h     |
| 5        | Adc Accutrac     | Clare Francis                                                  | Reino Unido   | 126 días 20 h     |
| 6        | Gauloises II     | Eric Loizeau                                                   | Francia       | 127 días 7 h      |
| 7        | Adventure        | James Watts, David Leslie, Ian Bailey-Willmot & Robin Duchesne | Reino Unido   | 128 días 2 h      |
| 8        | Neptune          | Bernard Deguy                                                  | Francia       | 130 días 11 h     |
| 9        | B&B Italia       | Corrado Di Majo                                                | Italia        | 132 días 2 h      |
| 10       | 33 Export        | Alain Gabbay                                                   | Francia       | 133 días 0 h 31 m |
| 11       | Tielsa           | Dirk Nauta                                                     | Países Bajos  | 133 días 0 h 36 m |
| 12       | Great Britain II | Rob James                                                      | Reino Unido   | 134 días 10 h     |
| 13       | Debenhams        | John Ridgway                                                   | Reino Unido   | 135 días 19 h     |
| 14       | Japy-Hermes      | Jean Michel Viant                                              | Francia       | 143 días 6 h      |
| 15       | Heath's Condor   | Leslie Williams & Robin Knox-Johnston                          | Reino Unido   | 144 días 0 h      |